# Marie-Eve Nault
Marie-Eve Nault (ur. 16 lutego 1982 w Trois-Rivières) – kanadyjska piłkarka, grająca na pozycji obrońcy. W latach 2004–2016 reprezentowała kraj. W 2012 roku wraz z reprezentacją Kanady zdobyła 3. miejsce na Letnich Igrzyskach Olimpijskich w Londynie. 13 stycznia 2017 roku zakończyła karierę.

## Kariera reprezentacyjna
Nault po raz pierwszy w barwach Kanady zagrała 24 stycznia 2004 roku w meczu przeciwko Chinom. Reprezentowała swój kraj na Mistrzostwach Świata w 2011 roku oraz na Letnich Igrzyskach Olimpijskich w Londynie.